# Estación de Almuradiel-Viso del Marqués
Almuradiel-Viso del Marqués, antiguamente denominada Almuradiel, es una estación de ferrocarril situada en el municipio español de Almuradiel —cerca de Viso del Marqués—, en la provincia de Ciudad Real, en la región de Castilla-La Mancha. Dispone de servicios de Media Distancia operados por Renfe. Cumple también funciones logísticas. En 2022 registró la entrada de 6 831 usuarios, correspondientes a los servicios de media distancia.

## Situación ferroviaria
Pertenece a la línea férrea 400 de la red ferroviaria española de ancho ibérico que une Alcázar de San Juan con Cádiz, punto kilométrico 256,0. Está situada a 797,57 metros de altitud, entre las estaciones de Venta de Cárdenas y la de Peñalajo. El tramo es de vía única y está electrificado.

## Historia
La estación fue abierta al tráfico el 25 de mayo de 1865 con la puesta en marcha del tramo Santa Cruz de Mudela-Venta de Cárdenas de la línea que pretendía unir Manzanares con Córdoba. La obtención de la concesión de dicha línea por parte de MZA fue de gran importancia para ella dado que permitía su expansión hacia el sur tras lograr enlazar con Madrid los dos destinos que hacían honor a su nombre (Zaragoza y Alicante). 
En 1941, tras la nacionalización del ferrocarril de ancho ibérico, las instalaciones pasaron a manos de la recién creada RENFE. En 1957 llegaron los primeros trenes eléctricos desde Linares-Baeza al culminar el proceso de electrificación del paso de Despeñaperros. No obstante, el proceso se extendió hasta 1963, al completarse el tramo completo hasta Madrid. En 1990 se le añadió la marquesina metálica procedente de la antigua estación de Jaén; la otra mitad de la marquesina se instaló en la de Vilches.
Desde el 31 de diciembre de 2004 Renfe Operadora explota la línea mientras que Adif es la titular de las instalaciones ferroviarias.
Hasta el 16 de diciembre de 2006, la estación contaba con la conexión directa con Algeciras mediante el tren «Estrella del Estrecho» y hasta 2001 con Granada/Almería a través del tren «Estrella Sierra Nevada». Con el declive y posterior supresión de estos servicios, que hacían parada en la estación de madrugada, la estación quedó únicamente servida por Regionales Exprés (antes «Lince») que hacen el trayecto Madrid-Chamartin a Jaén y viceversa.

## La estación

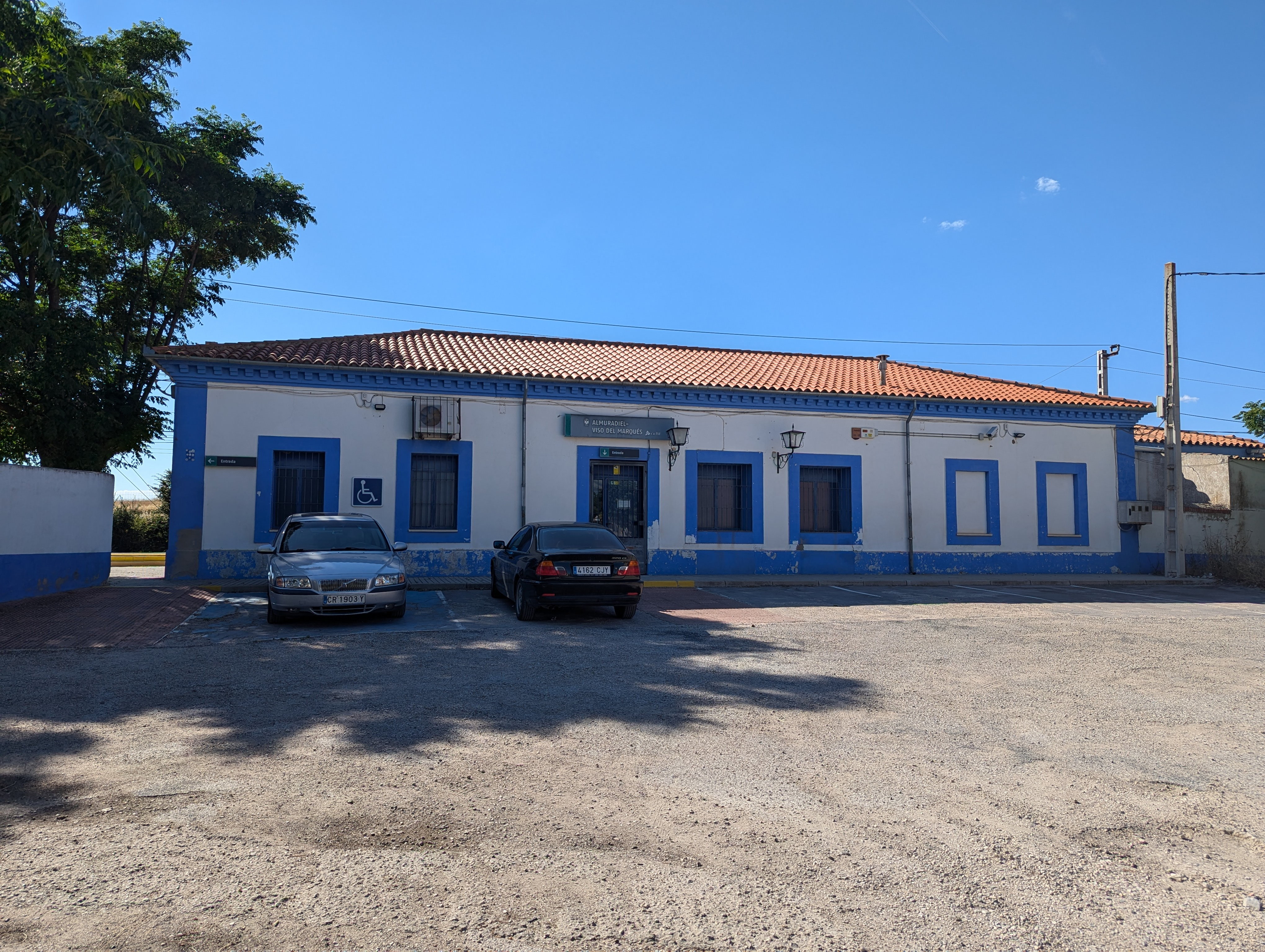
Vista exterior del edificio de viajeros

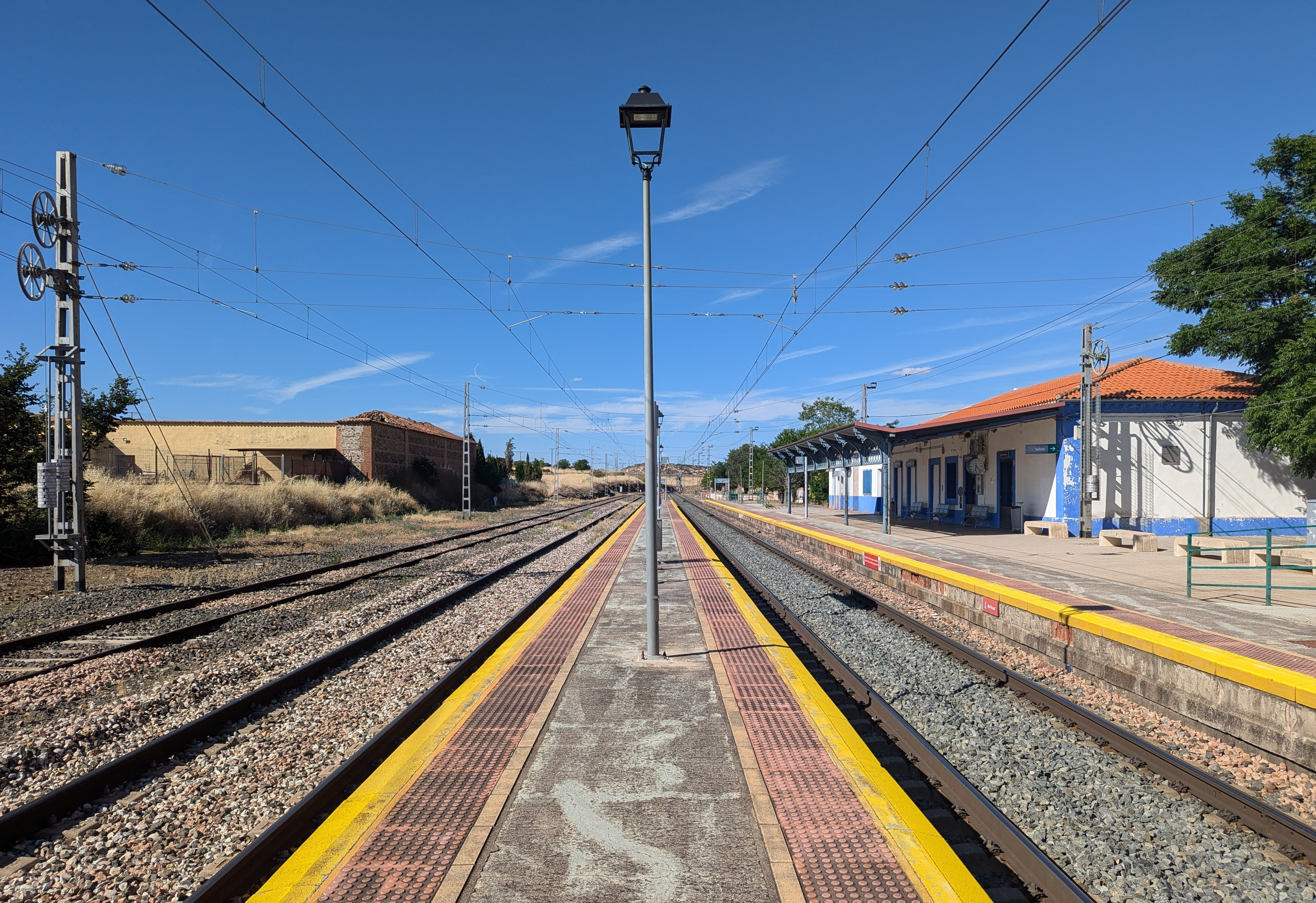
Andenes

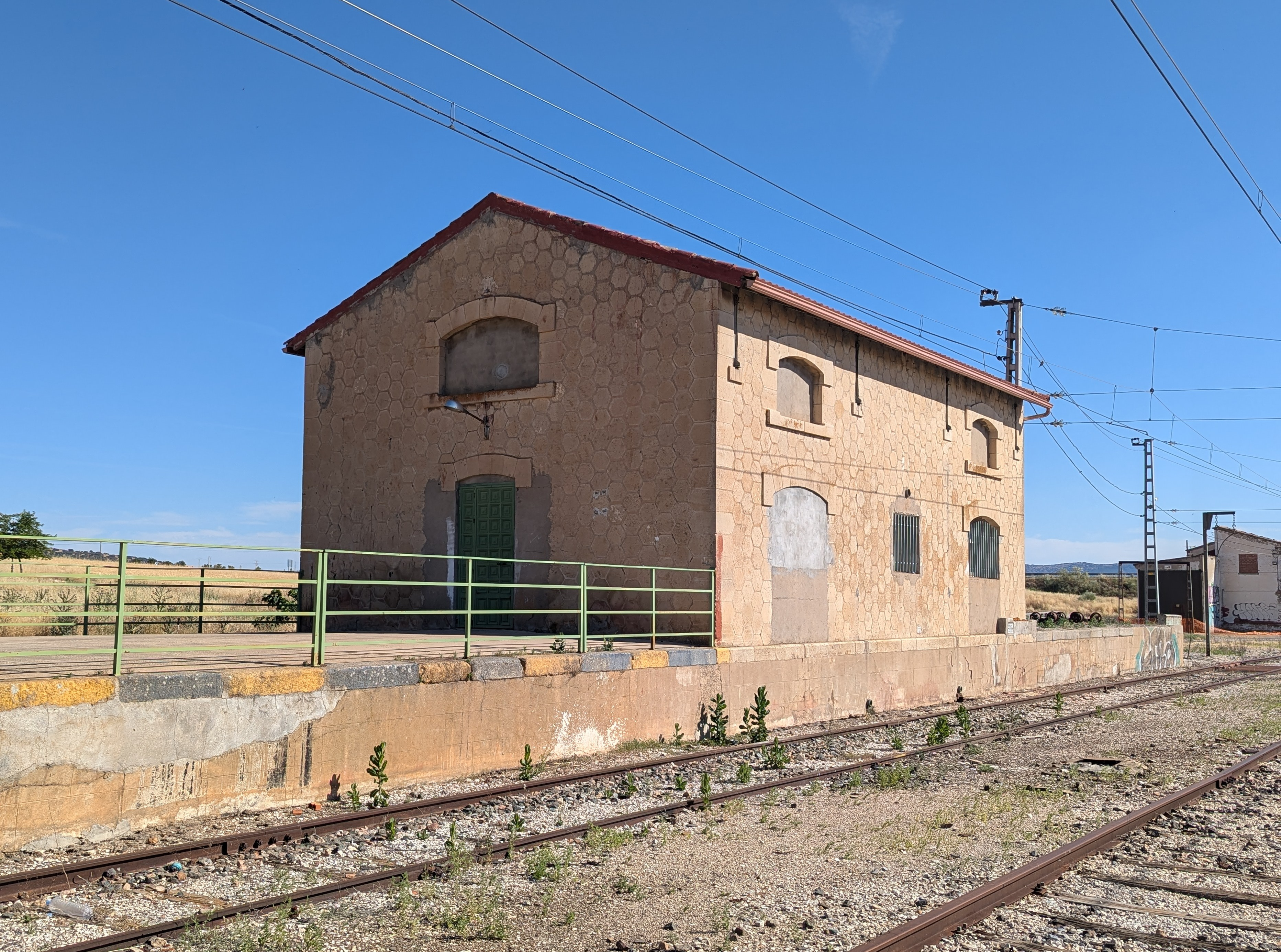
Muelle de carga

Se sitúa al oeste del núcleo urbano de Almuradiel y a 5,5 km por carretera desde Viso del Marqués. El edificio para viajeros es un sencillo edificio de planta baja con una amplia marquesina y disposición lateral a las vías. No existe un servicio de venta de billetes en la estación, siendo necesario solicitarlos al Interventor en Ruta o bien en internet.
La estación posee un andén lateral y otro central. El número de vías es de tres, si bien hay que añadir dos vías muertas que dan servicio al muelle de carga, más un ramal. Estas últimas vías se hallan al sur de la estación. Estas vías y la tercera situada en frente del edificio de viajeros (sin acceso a andén) son muy poco utilizadas. 
El horario de la estación es diario de 07:05h a 22:30h.

## Servicios ferroviarios

### Media Distancia
Los servicios de Media Distancia de Renfe ofrecen entre dos y tres relaciones diarias por sentido. Todos los servicios son prestados por trenes MD de Renfe.
Desde el 14 de julio de 2009, los trenes que prestan servicio son del modelo R-449 de Renfe, que sustituyeron a los R-470 que venían utilizándose durante más de 30 años. Aparte de los ya mencionados trenes de la serie R-449, en alguna ocasión circula la precedente serie 470 y excepcionalmente trenes S-121.
| Línea MD | Trenes | Origen/Destino   |  | Destino/Origen |
| -------- | ------ | ---------------- |  | -------------- |
| 58       | MD     | Madrid-Chamartín |  | Jaén           |